# María Elena Walsh
María Elena Walsh (ur. 1 lutego 1930 w Morón, zm. 10 stycznia 2011 w Buenos Aires) – argentyńska poetka, powieściopisarka, muzyk, dramatopisarka, pisarka i kompozytorka, znaną głównie jako autorka piosenek i książek dla dzieci.

## Życiorys
María Elena Walsh urodziła się w Morón w prowincji Buenos Aires, jako córka pracownika kolei pochodzenia angielskiego i irlandzkiego oraz kobiety pochodzenia hiszpańskiego. Jako dziecko bardzo lubiła czytać książki i słuchać muzyki. Kiedy miała 15 lat, opublikowała kilka swoich debiutanckich wierszy w gazetach El Hogar i La Nación. W 1947 roku, przed ukończeniem szkoły artystycznej, wydała swoją pierwszą książkę Otoño Imperdonable, która spotkała się z uznaniem krytyków literackich i uznaniem znanych pisarzy Ameryki Łacińskiej.
Po ukończeniu studiów w 1948 roku, dużo podróżowała po świecie, m.in. udała się w podróż do Ameryki Północnej na zaproszenie poety Juana Ramóna Jiméneza oraz do Europy. Następnie przeprowadziła się do Paryża, gdzie na początku lat pięćdziesiątych XX wieku spędziła cztery lata. Tam Walsh występowała na koncertach prezentujących argentyński folk z inną argentyńską piosenkarką Ledą Valladares, tworząc duet muzyczny „Leda & María”. Wróciła do Argentyny w 1956 roku po zakończeniu Revolución Libertadora. Od 1958 roku Walsh stworzyła wiele scenariuszy, sztuk teatralnych, wierszy, książek i piosenek dla dzieci. Odniosła także sukcesy jako performerka, śpiewając własne piosenki i nagrywając je później na albumach koncertowych, takich jak Canciones para mirar, Canciones para mí czy El País de Nomeacuerdo. Juguemos en el mundo.
Jej twórczość często zawierała ukryte przesłanie polityczne, jak m.in. w piosence El País del Nomeacuerdo, która została później wykorzystana jako piosenka przewodnia w filmie Wersja oficjalna (1985) Luisa Puenzo, wyróżnionego Oscarem dla najlepszego filmu nieanglojęzycznego.
W czasie dyktatury wojskowej w latach 1976–1983 była jej przeciwniczką, a jej piosenka „Oración a la justicia” stała się wtedy hymnem praw obywatelskich. W liście otwartym skrytykowała reżimową cenzurę.
W 1985 roku uzyskała tytuł honorowego obywatela stolicy Argentyny, Buenos Aires, a w 1990 roku otrzymała tytuł Doktora honoris causa na Narodowm Uniwersytetecie w Córdobie, a także tytuł wybitnego obywatela prowincji Buenos Aires. W 1994 roku została laureatką Nagrody im. Hansa Christiana Andersena, nagrody przyznawanej przez Międzynarodową Izbę ds. Książek dla Młodych.
10 stycznia 2011 roku w Buenos Aires, María Elena Walsh zmarła na raka kości w wieku 80 lat.

## Życie prywatne
Była lesbijką. Od 1978 aż do jej śmierci w 2011 roku związana była z Sarą Facio, argentyńska fotografką.